# Saint Levant
Марван Абделхамид (арап. مروان عبد الحميد; Јерусалим, 6. октобар 2000), познатији као Saint Levant (транскр.  Сен Левант), палестински је репер, певач, текстописац и музички продуцент.

## Биографија
Рођен је у Јерусалиму за време Друге интифаде, а одрастао у Гази. Отац му је Србин и Палестинац, а мајка Францускиња и Алжирка. Године 2007, за време грађанског рата у Гази, његова породица је избегла у Јордан, а након 10 година у Сједињене Америчке Државе.
Похађао је Универзитет Калифорније. Основао је фондацију 2048 Fellowship, који настоји да помогне младим и музички талентованим Палестинцима.

## Дискографија
Студијски албуми
- Deira (2024)